# Fävren
Fävren (även Fevren) är en sjö i Marks kommun och Varbergs kommun i Västergötland och ingår i Viskans huvudavrinningsområde. Sjön är 23 meter djup, har en yta på 4,21 kvadratkilometer och befinner sig 14 meter över havet. Vid provfiske har bland annat abborre, braxen, gädda och mört fångats i sjön.
Sjön sträcker sig ungefär 5 km i nord/sydlig riktning, omgiven av de vägar som förbinder Grimmared i söder med Kungsäter och Istorp. Avrinning är Lillån som går norrut till Viskan. Tre mindre öar är från norr till söder: Stora Röregrund, Prästö och Lindö.
Sedan kommunreformen 1971 är sjön i längsgående riktning delad mellan Hallands och Älvsborgs län (senare Västra Götalands län), fördelad på Marks och Varbergs kommuner.
Fisket i sjön omfattar gädda, abborre, gös, lake, sik, insjööring, mört, braxen, sutare, ruda, ål, sarv, löja och id. Fiskekort säljs på ett flertal platser.
C. M. Rosenberg skriver i sitt lexikon 1882: "Fefren. Insjö mellan Istorps, Kungsäters, Karl Gustafs och Grimmareds socknar i Vestergötland. 56 fot ö. h. Aflopp norrut genom Lillån till Viskan."
En del av stranden utgörs av Stackenäs naturreservat.

## Delavrinningsområde
Fävren ingår i delavrinningsområde (635677-130207) som SMHI kallar för Utloppet av Fävren. Medelhöjden är 50 meter över havet och ytan är 30,77 kvadratkilometer. Räknas de 6 avrinningsområdena uppströms in blir den ackumulerade arean 151,75 kvadratkilometer. Lillån (Kungsätersån) som avvattnar avrinningsområdet har biflödesordning 2, vilket innebär att vattnet flödar genom totalt 2 vattendrag innan det når havet efter 31 kilometer. Avrinningsområdet består mestadels av skog (42 %), öppen mark (11 %) och jordbruk (27 %). Avrinningsområdet har 5,2 kvadratkilometer vattenytor vilket ger det en sjöprocent på 16,9 %.

## Fisk
Vid provfiske har följande fisk fångats i sjön:
- Abborre
- Braxen
- Gädda
- Mört
- Sarv
- Siklöja
- Sutare
- Gös[7]